# 슬라브족이여

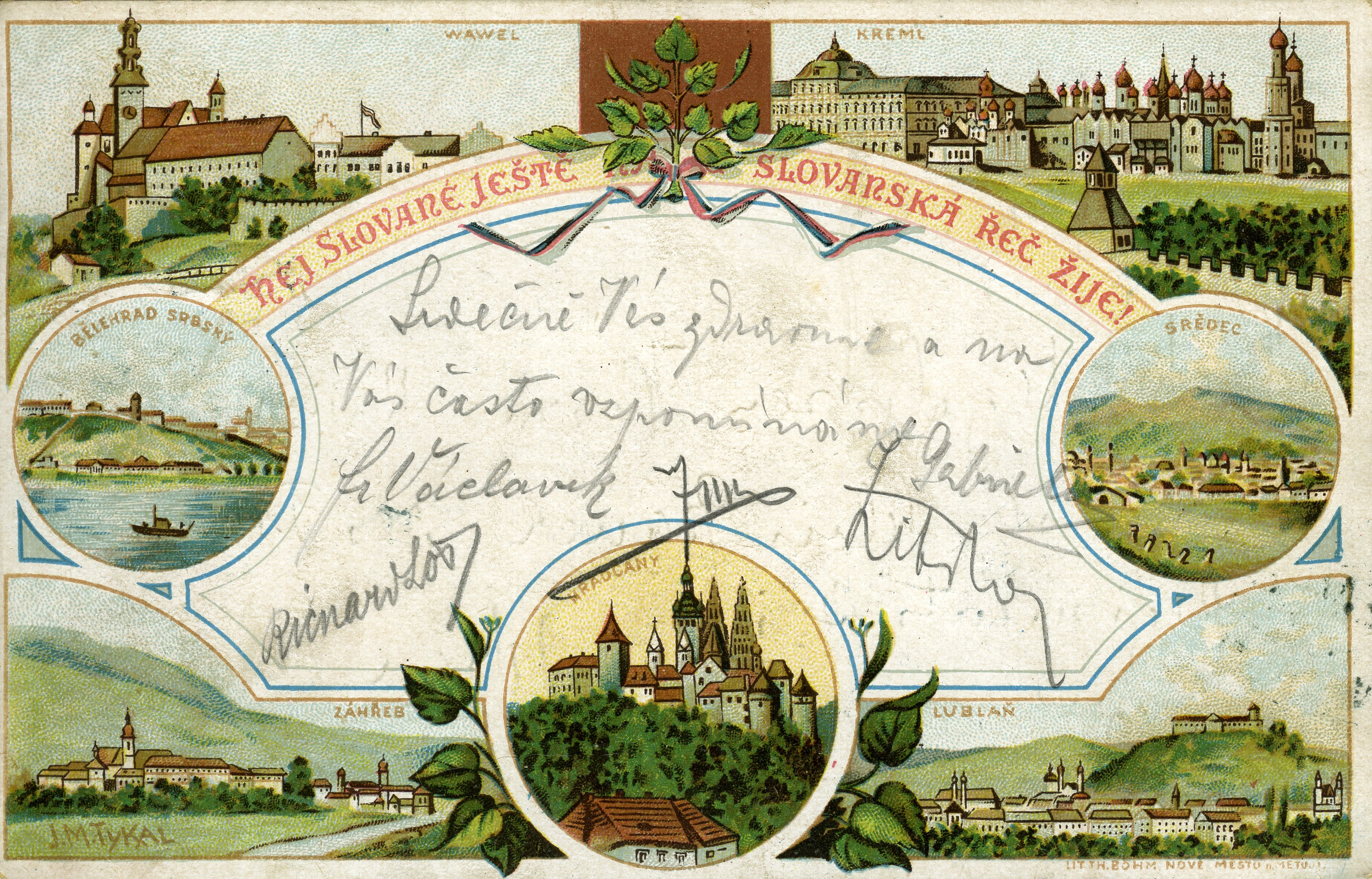
체코어 가사의 첫번째 줄(Hej Slované ještě naše slovanská řeč žije!)과 여러 슬라브 도시의 전망이 있는 1899년의 엽서

슬라브족이여(세르보크로아트어: Hej, Sloveni / Хеј, Словени, Hej, Slaveni / Хеј, Слвени 헤이, 슬로베니, 헤이, 슬라베니[*], 마케도니아어: Еј, Словени 에이, 슬로베니, 슬로베니아어: Hej, Slovani 헤이, 슬로바니, 슬로바키아어: Hej, Slováci 헤이, 슬로바치)는 20세기 여러 나라의 국가로 사용되었던 슬라브족의 애국적인 노래이다.
1834년, 슬로바키아의 시인 사모 토마시크가 "슬로바크족이여"(Hej, Slováci)라는 이름으로 작사하였다. 이후, 범슬라브주의 운동의 민족적 노래, 체육 교육과 정치 운동 조직 소콜의 노래, 그리고 유고슬라비아와 세르비아 몬테네그로의 국가 역할을 하였다. 또한, 이 노래는 슬로바크인의 비공식적인 두 번째 민족적 국가로 간주된다. 선율은 폴란드의 국가 "동브로프스키의 마주레크"를 기반으로 하지만, 유고슬라비아의 버전은 템포가 느리고 더 강조된다.

## 어원
라틴 문자와 키릴 문자를 모두 사용하는 세르보크로아트어에서 "Hej, Slaveni"라는 노래 제목은 다음과 같이 작성되었다.
- Hej, Slaveni 또는 Hej, Sloveni (라틴 문자)
- Хеј, Словени (키릴 문자)

마케도니아어로 노래 제목은 "Еј, Словени", 슬로베니아어로는 "Hej, Slovani"이다. 슬로바키아어의 원래 제목은 "Hej, Slováci"였다.

## 슬로바키아어 원본
이 노래는 1834년, 슬로바키아 루터교 목사이자 시인이자 역사학자인 사모 토마시크가 프라하를 방문했을 때 작곡하였다. 그는 프라하 거리에서 체코어보다 독일어가 더 많이 들린다는 사실에 소름이 끼쳤다.
이에 대한 그의 일기이다.
"서슬라브 세계의 진주인 어머니 프라하가 독일 바다에서 사라진다면, 정신적 자양분을 위해 프라하를 바라보는 나의 사랑하는 조국 슬로바키아는 무엇을 기다리겠는가? 그런 생각에 짓눌리며, 나는 옛 폴란드 노래 Jeszcze Polska nie zginęła, kiedy my żyjemy(폴란드는 우리가 살아있는 한, 아직 죽지 않았으니)가 생각났다. 그 익숙한 선율은 내 마음을 저항적인 Hej, Slováci, ešte naša slovenská reč žije(슬로바크족이여, 우리 슬로바키아어가 아직 살아있다네)로 폭발하게 만들었다... 나는 방으로 달려가, 촛불을 켜고 일기에 연필로 세 구절을 적었다. 노래는 순식간에 마무리되었다." (사모 토마시크의 일기, 1834년 11월 2일 일요일)

1848년 프라하 슬라브 회의의 범슬라브기. 1918년부터 1941년까지 유고슬라비아의 국기로 사용되었다.

그는 곧 모든 슬라브족를 포함하도록 가사를 바꾸었고. "슬라브족이여"는 특히나 오스트리아가 통치하는 서슬라브 지역에서 슬라브족 민족주의와 범슬라브 정서를 위해 널리 알려진 집회 노래가 되었다. 이 노래는 수많은 잡지와 달력에 실리고 정치 모임에서 불러지며, 범슬라브주의 운동의 비공식 국가가 되었다.
슬라브족이여가 범슬라브주의 이상을 기반으로 하고, 오스트리아-헝가리 전역에서 활동하였던 체육 교육 운동 조직 소콜 ("매")의 노래로 채택되었을 때, 그 인기는 계속하여 높아졌다. 1905년, 슬로베니아 시인 프란체 프레셰렌을 기리는 기념비가 류블랴나에 세워진 것은 "슬라브족이여"를 부르는 많은 사람들의 축하를 받았다. 제1차 세계 대전 당시 이 노래는 전선의 반대편 슬라브족 군인들이 공통된 민족주의 정서를 전달하고, 유혈 사태를 방지하기 위해 자주 사용하였다.
슬로바키아에서 "슬로바크족이여"라는 노래는 현대사를 통틀어, 특히 혁명 시기에 슬로바크인들의 비공식적인 민족적 국가로 여겨져 왔다. 비록 제1차 세계 대전 이후 "타트라산맥 위에 번개가 쳐도"가 체코슬로바키아 국가의 공식 슬로바키아 부분이 되고, 1993년 슬로바키아가 독립하였을 때 국가로 사용되었지만, "슬로바크인이여"는 (보통 더 민족주의적인) 사람들에 의해 여전히 두 번째 국가로 간주된다. 일반적인 추정과는 달리, "슬로바크족이여"가 나치 독일의 종속국인 슬로바키아 공화국 시절 여당에 의해 사용되었지만, 공식적인 국가는 아니었다.
| 슬로바키아어 가사 Hej, Slováci, ešte naša slovenská reč žije, Dokiaľ naše verné srdce za náš národ bije. Žije, žije, duch slovenský, bude žiť naveky, 𝄆 Hrom a peklo, márne vaše proti nám sú vzteky! 𝄇 Jazyka dar zveril nám Boh, Boh náš hromovládny, Nesmie nám ho teda vyrvať na tom svete žiadny; I nechže je koľko ľudí, toľko čertov v svete; 𝄆 Boh je s nami: kto proti nám, toho Parom zmetie. 𝄇 A nechže sa i nad nami hrozná búrka vznesie, Skala puká, dub sa láme a zem nech sa trasie; My stojíme stále pevne, ako múry hradné. 𝄆 Čierna zem pohltí toho, kto odstúpi zradne! 𝄇 | 영어 번역 슬로바크인이여, 아직 우리의 슬로바크 언어는 살아있다네, 우리의 충실한 심장이 여전히 우리나라를 위해 뛰는 동안은. 살리라, 살리라, 슬로바크인의 정신은, 몇 세대를 지나도 살리라, 𝄆 천둥과 지옥이여, 너희의 진노도 우리의 앞에서는 무력하도다! 𝄇 신께서 우리에게 이 언어를 맡기셨도다, 천둥을 휘두르는 신께서. 그러므로 누구도 이를 우리와 찢어놓을 수 없으리라, 이 세상의 그 누구라도! 온 세상에 있는 사람의 수만큼 마귀가 가득하다 해도, 𝄆 신이 우리와 함께 하시니, 우리에게 대적하는 자, 페룬에 의해 쓸려 없어지리라! 𝄇 거대한 폭풍이 일어 우리 위에 몰아친다 해도, 돌이 갈라지고, 참나무가 부러지고, 대지가 흔들린다 해도, 우리는 언제나 굳건히 서리라, 성의 방벽과 같이. 𝄆 배반하고 반역하는 자는 검은 땅구덩이에 빠져 저주받을 것이기에! 𝄇 |

## 유고슬라비아
유고슬라비아에서 "슬라브족이여"가 처음 등장한 것은 일리리아 운동 당시였다. 드라구틴 라코바츠는 노래를 번역하여 "일리리아족이여"(Hej, Iliri)라고 명명하였다. 제2차 세계 대전 동안, 번역은 일리리아족이 슬라브족이 된 것을 제외하고는 큰 변화를 겪지 않았다. 
1941년, 제2차 세계 대전이 유고슬라비아 왕국을 휩쓸었다. 추축국은 4월 초에 유고슬라비아를 침공하였고, 유고슬라비아 왕실군은 불과 2주 반 만에 와해되고 항복하였다. 유고슬라비아 왕국의 국가에는 왕과 왕국에 대한 언급이 포함되어 있었기 때문에, 요시프 브로즈 티토와 그의 공산당이 이끄는 반 왕당파 파르티잔 저항군은 이를 피하기로 결정하고, 대신 "슬라브족이여"을 선택하였다. 이 노래는 레지스탕스의 입법 기관인 AVNOJ의 1, 2차 회의에서 모두 불렸고, 점차 민주연방 유고슬라비아의 사실상의 국가가 되었다. 
유고슬라비아 왕국의 국가는 1945년 해방 이후 공식적으로 폐지되었지만, 이를 대체할 새로운 국가는 공식적으로 채택되지 않았다. 다른 유고슬라비아 노래를 국가로 홍보하려는 시도는 여러번 있었지만, 아무것도 대중의 지지를 얻지 못했고 "슬라브족이여"가 계속하여 비공식적으로 사용되었다. 더 나은 후보를 찾기 위한 노력은 1988년까지 계속되었지만, 1977년 법률을 통해 새로운 국가가 채택될 때까지 임시 국가로서 "슬라브족이여"를 지정하였다.
"슬라브족이여"(Hej, Slaveni)는 1943년부터 1992년까지 48년간 유고슬라비아의 국가였다. 1988년 11월 25일, 유고슬라비아 사회주의 연방 공화국 6차 헌법 개정안이 정식 채택되면서, "슬라브족이여"는 헌법상의 국가가 되었다. "슬라브족이여"가 43년 동안 사실상의 국가로 계속 사용된 이후, 대표단이 관습에 따라 법을 맞춘 것이다.
| 세르보크로아트어 라틴 문자 가사 Hej Slaveni, jošte živi Riječ (duh) naših djedova Dok za narod srce bije Njihovih sinova Živi, živi duh slavenski Živjet će vjekov'ma 𝄆 Zalud prijeti ponor pakla Zalud vatra groma 𝄇 Nek se sada i nad nama Burom sve raznese Stjena puca, dub se lama Zemlja nek se trese Mi stojimo postojano Kano klisurine 𝄆 Proklet bio izdajica Svoje domovine! 𝄇 | 세르보크로아트어 키릴 문자 가사 Хеј Словени, јоште живи Реч (дух) наших дедова Док за народ срце бије Њихових синова Живи, живи дух словенски Живеће веков'ма 𝄆 Залуд прети понор пакла Залуд ватра грома 𝄇 Нек' се сада и над нама Буром све разнесе Стена пуца, дуб се лама, Земља нек' се тресе Ми стојимо постојано Кано клисурине, 𝄆 Проклет био издајица Своје домовине! 𝄇 | 한국어 번역 슬라브족이여, 우리 조상의 말은 아직 여기에 살아있다네, 그 자손들의 심장이 여전히 나라를 위해 뛰는 동안은. 살리라, 살리라, 슬라브족의 정신은 세대를 넘어서 살리라. 𝄆 지옥의 심연의 위협도, 천둥의 불도 그 앞에 헛되도다. 𝄇 우리 위의 모든 것이 보라에 의해 날아간다 해도, 돌이 갈라지고, 참나무가 부러지고, 대지가 흔들린다 해도, 거대한 절벽과 같이 우리는 굳건히 서리라, 𝄆 저의 조국을 배반한 자는 저주를 받을 것이기에. 𝄇 |

| 마케도니아어 가사 Еј, Словени, жив е тука зборот свет на родот штом за народ срце чука преку син во внукот! Жив е вечно, жив е духот словенски во слога. 𝄆 Не нѐ плашат адски бездни ниту громов оган! 𝄇 Пустошејќи, нека бура и над нас се втурне! Пука даб и карпа сура, тлото ќе се урне: Стоиме на стамен-прагот - клисури и бедем! 𝄆 Проклет да е тој што предал Родина на врагот! 𝄇 | 영어 번역 Hey, Slavs, herein lives on the sacred word of our lineage as long as the heart beats for our nation from son to grandson! The Slavic spirit lives on forever in unity. 𝄆 Infernal abysses do not frighten us, nor the blazes of thunder. 𝄇 May a bora devastate and rage above us! Oak trees and ashen rocks will crack, the earth will cave in: For we stand at the doorstep of gorges and bulwarks! 𝄆 Cursed is he who betrays his homeland to the enemy! 𝄇 | 슬로베니아어 가사 Hej Slovani, naša reč slovanska živo klije dokler naše verno srce za naš narod bije Živi, živi, duh slovanski, bodi živ na veke, 𝄆 grom in peklo, prazne vaše proti nam so steke 𝄇 Naj tedaj nad nami strašna burja se le znese, skala poka, dob se lomi, zemlja naj se strese Bratje, mi stojimo trdno kakor zidi grada, 𝄆 črna zemlja naj pogrezne tega, kdor odpada! 𝄇 |

## 세르비아 몬테네그로
1991년과 1992년 유고슬라비아가 해체된 뒤, 세르비아와 몬테네그로만 연방에 남았을 때, "슬라브족이여"는 유고슬라비아 연방 공화국의 국가로 계속 사용되었다. 슬로보단 밀로셰비치는 "슬라브족이여"를 세르비아의 국가로 채택하기를 원했다. 하지만, 세르비아 사회당 중앙위원회는 이를 유고슬라비아 연방 공화국의 국가로 정한 후, "드리나의 행진"을 세르비아의 국가로 정하였다. 2003년, 유고슬라비아 연방 공화국이 세르비아 몬테네그로 국가연합으로 국명이 변경되며, 새로운 국가를 채택할 것으로 예상되었다. 하지만, 국가 상징에 대한 합의가 이뤄지지 않아 "슬라브족이여"가 계속하여 국가로 남았다. 이 기간 동안, 많은 세르브인들은 이 노래를 싫어했고, 스포츠 경기와 같이 이 노래가 연주될 때마다 야유하였다.
국가로 몬테네그로의 민요 "오, 5월의 밝은 새벽이여"(현재 몬테네그로 국가)와 과거 세르비아의 국가 "정의의 하느님"(현재 세르비아 국가)를 번갈아 가며 사용하는 것이 제안되었다(체코어 부분 "나의 조국은 어디에?"와 슬로바키아어 부분 "타트라산맥 위에 번개가 쳐도"를 번갈아 사용한 체코슬로바키아와 유사). 하지만, 이 시도는 몬테네그로 인민당과 몬테네그로 사회인민당의 반대로 무산되었다. 또한 과거 몬테네그로 국가이자 애국적인 노래 "오나모, 오나모!"도 제안되었지만, 이 역시 무산되었고 "슬라브족이여"가 국가로 남았다. 2006년, 몬테네그로와 세르비아가 국가연합을 해체하고 주권국으로 분할된 이후, "슬라브족이여"는 더 이상 어떤 주권국에서도 공식 국가로 사용되지 않기 때문에 이 문제는 이제 무의미해졌다. 어떤 면에서, "슬라브족이여"는 이를 국가로 사용했던 나라보다 더 오래 존재하게 되었다. 2006년 FIFA 월드컵에서 세르비아 몬테네그로가 더 이상 존재하지 않음에도 불구하고, 세르비아 몬테네그로 축구 국가대표팀이 이 국가를 대표하여 "슬라브족이여"를 사용하였다(대회 시작 며칠 전에 국가연합 해체).
국가연합이 해체된 이후에도, "슬라브족이여"는 때때로 세르비아 팀이 참여하는 스포츠 경기에서 주최측에 실수로 의해 연주되곤 한다. 주목할 만한 최근 경기로는, 2013년 UEFA U-19 축구 선수권 대회 준결승전인 세르비아-포르투갈, 2010년에 있었던 2009-10년 유로리그의 올림피아코스 BC - KK 파르티잔이 있다. 2015년 유럽 투어링카 컵 당시 프랑스 주최측은, 세르비아의 레이싱 드라이버 두샨 볼코비치가 폴 리카르 서킷에서 1위를 차지했을 때 "슬라브족이여"를 잘못 연주하였다.

## 대중문화에서
1984년, 유고슬라비아의 밴드 비옐로 두그메는 앨범에 이 곡을 녹음하였다. 2006년, 유고슬라비아와 슬로베니아의 밴드 라이바흐는 앨범 볼크에 영어와 슬로베니아어 가사가 있는 일렉트로닉 버전의 노래를 녹음하였다. 이 노래는 2002년, 슬로베니아 영화 헤드노이즈에도 등장하였다.